# Алексанян, Артак Левонович
Арта́к Лево́нович Алексаня́н (арм. Արտակ Լևոնի Ալեքսանյան; 10 марта 1991, Ереван) — российский и армянский футболист, полузащитник.

## Клубная карьера
Через два года после рождения сына семья Алексаняна переехала в Москву. В столице Артак начал заниматься с 9 лет в футбольной школе «Спартака», воспитанником которого и является.
В 2009 году заключил контракт с чемпионом Армении — «Пюником». На поле выходил периодически. В составе дебютировал в Лиге чемпионов 14 июля 2009 года в домашнем матче против загребского «Динамо» — вышел на замену на 68-й минуте матча.
В декабре закончился контракт с «Пюником». После переговоров с несколькими клубами, в январе заключил контракт с екатеринбургским «Уралом», выступавшим в Первом дивизионе. Соглашение было заключено на один год.
Из-за непопадания в основной состав принял решение сменить клуб. В январе 2011 года прибыл на просмотр в саранскую «Мордовию» и начал проводить тренировки. Однако, через некоторое время стало известно, что Алексанян приехал в Ереван и в составе «Пюника» отправился на учебно-тренировочный сбор на Кипр. После был заключён контракт на год, который ближе к концу августа был разорван по обоюдному желанию.
31 августа 2011 подписал с клубом «Химки» контракт до конца 2012 года. В конце июня Алексанян, вместе с Едигаряном и Татояном, покинул клуб.
Однако в конце июля вернулся в клуб, подписав новый контракт.

## Достижения

### Командные достижения
«Пюник»
- Чемпион Армении: 2009
- Серебряный призёр Чемпионата Армении: 2011
- Обладатель Кубка Армении: 2009
- Финалист Суперкубка Армении: 2009

## Семья
Отец — Левон, мать — Нунэ и младший брат Артур.